# HEK 293

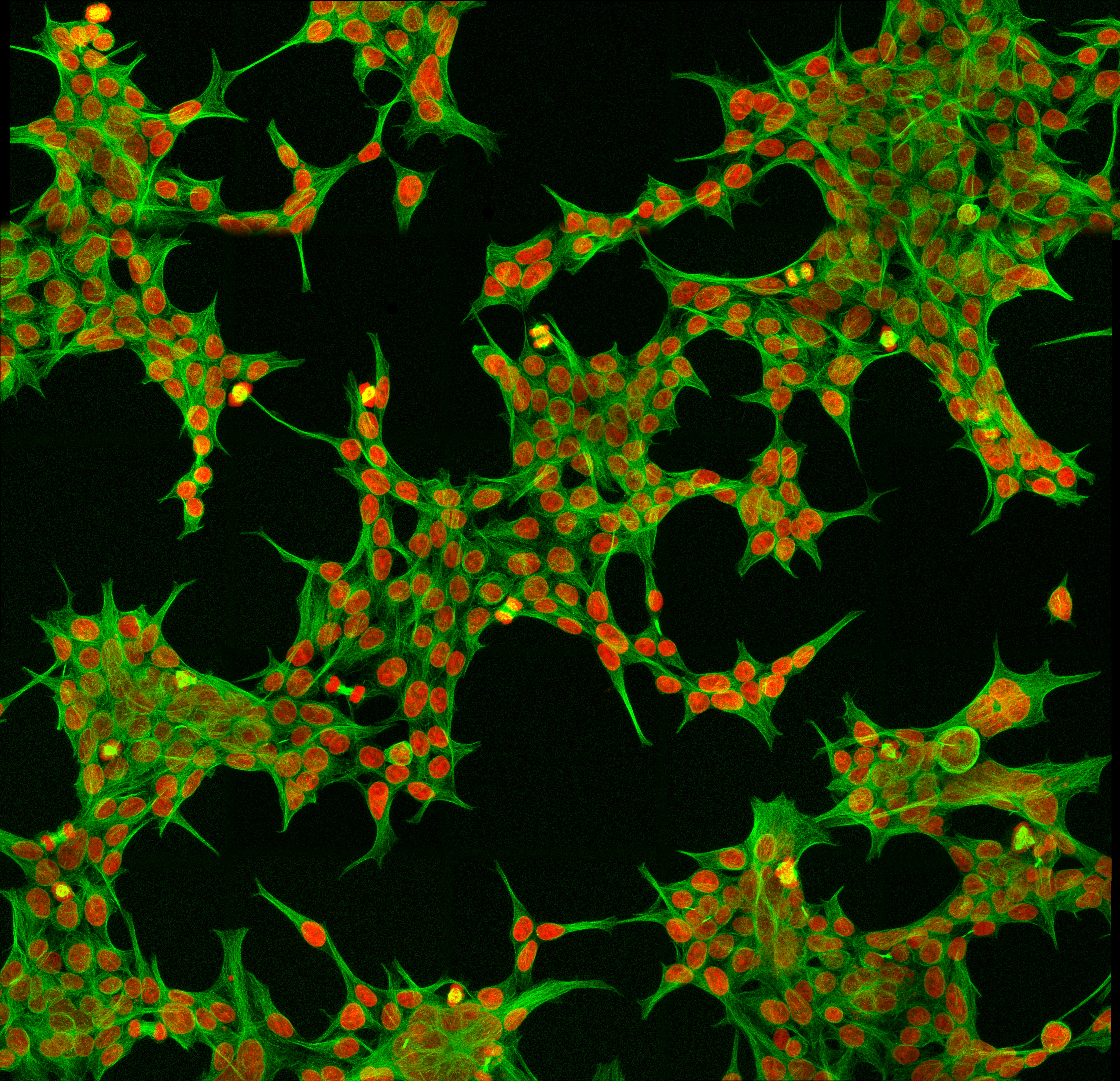
Клетки HEK 293, визуализированные методом иммунофлуоресценции

HEK 293 (англ. Human Embryonic Kidney 293) — клеточная линия, полученная из эмбриональных почек человека. Благодаря простоте культивирования и трансфекции получила широкое распространение в современной клеточной биологии. Кроме того, широко используется в биотехнологической и фармакологической отраслях как продуцент терапевтических белков и вирусов для генной терапии. 

## История
Линия HEK 293 была получена в 1973 году трансформацией аденовирусом культуры клеток эмбриональных почек человека, полученных абортивным путём или из выкидыша (происхождение точно неизвестно).
Номер 293 соответствует позитивному клону. Последующий анализ показал, что часть вирусного генома стабильно трансформировалась в хромосому 19. Долгое время было неизвестно, какой тип клеток был трансформирован. Предполагалось, что это могли быть фибробласты, эндотелиальные или эпителиальные клетки. Однако поздние исследования показали, что HEK 293 имеют больше свойств недифференцированных нейронов. Сравнение транскриптома HEK 293 с транскриптомами клеток почек, надпочечников и нервных клеток определило, что больше всего клетки HEK 293 сходны с клетками надпочечников, которые в свою очередь также обладают характеристиками недифференцированных нейронов. Учитывая, что надпочечники расположены в непосредственной близости к почкам, вполне вероятно, что именно эти клетки подверглись трансформации во время эксперимента. Таким образом, несмотря на название, НЕК 293 не должны рассматриваться как почечные клетки при проведении биологических исследований. Клетки линии имеют сложный кариотип с модальным числом хромосом, равным 64, в котором некоторые хромосомы представлены более чем двумя копиями. Так, X-хромосома представлена тремя копиями, а хромосомы 17 и 19 — четырьмя. Y-хромосома отсутствует, поскольку генетический пол эмбриона, вероятно, был женским.

## Применение
Благодаря простоте трансформации HEK 293 получили широкое распространение при исследованиях экспрессии различных генов и протеинов. Примерами таких исследований являются:
- эксперименты по изучению механизмов РНК-интерференции[7];
- изучение взаимодействия протеинов внутри клетки[8];
- изучение влияния лекарственных препаратов на ионные каналы[9].

Клеточная линия HEK 293 использовалась при создании вакцины Спутник V. Также на этапе исследований и разработок вакцин Pfizer и Moderna использовалась клеточная линия HEK 293.  
Наиболее широкое распространение HEK 293 получили как клетки-хозяева при размножении различных вирусных векторов. Вирусы являются наиболее эффективной формой доставки генетического материала в клетки. Однако, обладая высокой патогенностью, вирусы могут представлять определенный риск при проведении экспериментов. Подобного рода риск может быть устранен разделением вирусного генома на части и удалением из него генов, ответственных за вирусную репликацию. Для репликации таким модифицированным вирусам необходима клетка-хозяин, которая экспрессирует недостающие гены. Так как HEK 293 экспрессируют подобные аденовирусные гены, они могут быть использованы как подходящие клетки-хозяева для продукции аденовирусов. Важной модификацией клеток является линия 293Т, содержащая большой антиген Т вируса SV40, позволяющий эписомальную репликацию трансфицированных плазмид с точками начала репликации (ориджинами) SV40. Большинство современных ретро- и лентивирусных плазмид, используемых для трансфекций, содержит именно ориджины SV40. Таким образом, HEK 293Т очень часто используются как транзиентная линия для их экспрессии.